# Jaime Pontones
Jaime Pontones Schneider es un prolífico escritor, diseñador, locutor y director educativo mexicano, ampliamente reconocido por su diversa contribución a la cultura y la educación en México. Su obra abarca desde la literatura y el cine documental hasta la radiodifusión y la promoción educativa, destacando por su capacidad para entrelazar la cultura con el compromiso social.

## Biografía
Nacido en México en el siglo XX, Pontones ha dedicado gran parte de su vida profesional a la promoción de la cultura y la educación. A lo largo de su carrera, ha demostrado un compromiso inquebrantable con el desarrollo cultural y educativo en México, impactando significativamente en múltiples facetas de la sociedad.

## Carrera

### Literatura y Cine Documental
Autor de la reconocida biografía de Bob Dylan "El Blues de la Nostalgia Subterránea, Infiernos y paraísos" (1988), Pontones ha explorado la vida y obra del icónico músico con profundidad y sensibilidad. En el cine documental, ha dejado su huella con trabajos como "Xochimilco, la lucha por la supervivencia" (1995) y "Déjalo ser" (1993), desempeñándose como guionista, narrador y musicalizador.

### Radio
En Rock 101, Pontones innovó la radiodifusión mexicana con programas como Sonorock, Radio Alicia, y Utopia 101, enriqueciendo la experiencia auditiva con su creatividad y conocimiento musical.

### Promoción Social y Educativa
Como Director del Centro de Servicio y Promoción Social en la Universidad Iberoamericana Ciudad de México, ha liderado iniciativas que fomentan la lectura y la participación social entre los jóvenes, reforzando su desarrollo integral a través de la cultura y la participación comunitaria.

## Legado
El legado de Pontones se distingue por su impacto profundo y variado en la cultura, la música y la educación en México, demostrando una pasión incansable por la difusión del conocimiento y la promoción de valores sociales y culturales.

## Reconocimientos
A lo largo de su carrera, Pontones ha sido galardonado por su innovador trabajo en los medios y su influyente papel en el ámbito cultural y educativo, sirviendo de inspiración para profesionales y aficionados por igual.